# Starknäbbad jättehöna
Starknäbbad jättehöna (Megavitiornis altirostris) är en förhistorisk utdöd flygoförmögen fågel i den likaledes utdöda familjen mastodonthöns inom ordningen hönsfåglar. 

## Upptäckt
Fågeln beskrevs av den nyzeeländska paleontologen Trevor H. Worthy i oktober 1998 utifrån subfossila lämningar funna i Fiji. Rester av fågeln har hittats i grottor på öarna Viti Levu och Naigani. Typexemplaret återfinns i Museum of New Zealand. 

## Systematik
Ursprungligen trodde man att fågeln tillhörde familjen storfotshöns. Morfologiska studier från 2016 visar dock på ett nära släktskap med släktet Sylviornis i den numera utdöda familjen mastodonthöns (Sylviornithidae).

## Utseende och levnadssätt
Fågeln var mycket stor och var troligen när den levde den största fågeln i Fijiöarna. Storleken och bröstbenets utseende visar att den var flygoförmögen. Den hade också en mycket speciell och kraftig näbb, helt unik bland hönsfåglar i sina proportioner. Worthy spekulerar att den användes för att krossa frön från stora frukter; det finns flera tropiska fruktträd i Fiji vars frön inte kan krossas av någon levande fågel eller de fladdermöss som finns i ögruppen. Fågeln dog sannolikt ut på grund av jakt strax efter att Fijiöarna koloniserades av människan.

## Namn
Släktesnamnet är skapat av en kombination av de grekiska orden mega (stor), viti (Fiji), och ornis (fågel). Det vetenskapliga artnamnet altirostris kommer från latinets altus (hög eller upphöjd) och rostrum (näbb), syftande på den extraordinärt höga näbben.